# Медаль Кроуфорда
Медаль Кроуфорда — позолоченная медаль, присуждаемая Королевским филателистическим обществом Лондона в качестве своей главной почётной награды начиная с 1920 года.

## Описание
Медаль присуждается за наиболее ценный и оригинальный вклад в изучение и знание филателии, опубликованный в виде книги в течение соответствующего периода.
Медаль названа в честь Джеймса Линдси, 26-го графа Кроуфорда, который на момент своей смерти в 1913 году собрал самую крупную филателистическую библиотеку своего времени, известную как Библиотека Кроуфорда.

## Список лауреатов
Ниже в хронологическом порядке перечислены лауреаты медали Кроуфорда начиная с 1920 года:
| Год  | Автор                                                                                              | Название награждённой работы |
| ---- | -------------------------------------------------------------------------------------------------- | --- |
| 1920 | Хьюго Гриберт                                                                                      | The Stamps of Spain 1850—1854 («Почтовые марки Испании 1850—1854 годов») |
| 1921 | Эдвард Денни Бэкон                                                                                 | The Line Engraved Postage Stamps of Great Britain («Почтовые марки Великобритании, напечатанные способом глубокой печати») |
| 1922 | Чарльз Ниссен и Бертрам Макгоуэн                                                                   | The Plating of the Penny Black Postage Stamp of Great Britain, 1840 («Платинг почтовой марки Великобритании „Чёрный пенни“, 1840») |
| 1923 | Чарльз Латроп Пак                                                                                  | Victoria: The Half-length Portraits and the Twopence Queen Enthroned («Марки Виктории: поясные портреты и двухпенсовик с интронизированной королевой») |
| 1924 | Джордж С. Ф. Нейпир                                                                                | The Stamps of the First Issue of Brazil («Марки первого выпуска Бразилии») |
| 1925 | Юстус Андерссен и Хенрик Детлофф                                                                   | Norges Frimerker 1855—1924 («Почтовые марки Норвегии 1855—1924 годов») |
| 1927 | Фрэнк Джукс Пеплоу                                                                                 | The Postage Stamps of Buenos Aires («Почтовые марки Буэнос-Айреса») |
| 1928 | Чапман Ф. Денди Маршалл                                                                            | The British Post Office from its Beginning to the End of 1925 («Британское почтовое ведомство с момента создания и до конца 1925 года») |
| 1929 | Альфонс Мари Трейси Вудворд                                                                        | The Postage Stamps of Japan and Dependencies («Почтовые марки Японии и зависимых территорий») |
| 1930 | Кэрролл Чейз                                                                                       | The 3¢ Stamp of the United States 1851—57 Issue («Выпуск почтовых марок США номиналом в 3 цента 1851—1857 годов») |
| 1931 | Гилберт Дж. Эллис                                                                                  | Cape of Good Hope: Its Postal History and Postage Stamps («Мыс Доброй Надежды: история почты и почтовые марки») |
| 1932 | Ивлин Артур Смитиз и Д. Р. Мартин                                                                  | The Four Annas Lithographed Stamps of India, 1854—55 («Почтовые марки Индии номиналом в четыре анны, напечатанные способом плоской печати, 1854—1855») |
| 1933 | Эмануэль Джозеф Ли                                                                                 | The Postage Stamps of Uruguay («Почтовые марки Уругвая») |
| 1934 | Эмилио Диена                                                                                       | Francbolli del Regno di Napoli («Почтовые марки Неаполитанского королевства») |
| 1935 | К. К. Шмидт                                                                                        | Die Postwertzeichen der Russischen Landschaftsaemter («Знаки почтовой оплаты русских земств») |
| 1936 | Герберт Мунк                                                                                       | Kohl Briefmarken-Handbuch («Справочник почтовых марок Коля») |
| 1937 | Стэнли Брайан Ашбрук                                                                               | The United States Ten Cent Stamp of 1851—57 («Десятицентовая почтовая марка США 1851—1857 годов») |
| 1938 | Макс Джол                                                                                          | United States Stamps of the 20th Century, Vol. IV («Почтовые марки США XX века», том IV) |
| 1939 | Гарри Осборн                                                                                       | Great Britain, Twopence Plate Nine. A Study of the Plate and its Repairs («Почтовая марка Великобритании номиналом в 2 пенса, печатная форма 9. Изучение печатной формы и её восстановление») |
| 1940 | Джеймс Герберт Керл и Альберт Эдвард Басден                                                        | Transvaal Postage Stamps («Почтовые марки Трансвааля») |
| 1944 | Адриан Альберт Юргенс                                                                              | The Handstruck Letter Stamps of the Cape of Good Hope from 1792 to 1853 and the Postmarks from 1853 to 1910 («Ручные почтовые штемпели Мыса Доброй Надежды 1792—1853 годов и почтовые штемпели 1853—1910 годов»)                                                                                                   |
| 1945 | Прескотт Холден Торп                                                                               | The Stamped Envelopes and Wrappers of the United States and Possessions («Маркированные конверты и бандероли США и их владений») |
| 1947 | Уинтроп Смилли Боггс                                                                               | The Postage Stamps and Postal history of Canada («Почтовые марки и история почты Канады») |
| 1948 | Артуро Торт Николау                                                                                | Guia del Coleccionista de Sellos de Correos de España 1855—69 («Руководство коллекционера по почтовым маркам Испании 1855—1869 годов») |
| 1949 | Фрэнсис Эрнест Вуд                                                                                 | Straits Settlements Postage Stamps («Почтовые марки Стрейтс-Сетлментса») |
| 1950 | Лайонел Эдвард Доусон                                                                              | The One Anna and Two Annas Postage Stamps of India 1854—55 («Почтовые марки Индии номиналом в одну и две анны, 1854—1855») |
| 1951 | Дэвид Алан Стивенсон                                                                               | The Triangular Stamps of Cape of Good Hope («Треуголки Мыса Доброй Надежды») |
| 1952 | Йоханнес Шмидт-Андерсен                                                                            | The Postage Stamps of Denmark 1851—1951 («Почтовые марки Дании, 1851—1951») |
| 1953 | Джон Митчелл Харви Уилсон                                                                          | The Royal Philatelic Collection («Королевская филателистическая коллекция») |
| 1954 | Джеймс Р. У. Первс                                                                                 | The Half Lengths of Victoria («Поясные портреты: марки Виктории») |
| 1956 | Королевское филателистическое общество Новой Зеландии                                              | The Postage Stamps of New Zealand, Vol. III («Почтовые марки Новой Зеландии», том III) |
| 1958 | Джон Истон                                                                                         | The De La Rue History of British and Foreign Postage Stamps 1855—1901 («История британских и иностранных почтовых марок De La Rue, 1855—1901») |
| 1959 | Уильям Родни Форрестер-Вуд                                                                         | The Stamps and Postal History of Sarawak («Почтовые марки и история почты Саравака») |
| 1960 | Саймон Дикран Чилингириан и Уильям Стюарт Истон Стивен                                             | Stamps of the Russian Empire Used Abroad («Почтовые марки Российской империи, бывшие в обращении за границей»; опубликовано во множестве частей) |
| 1961 | Мохамед Дадха                                                                                      | The Lion Stamps of Persia (Почтовые марки Персии со львом) |
| 1962 | Николас Ардженти                                                                                   | The Postage Stamps of New Brunswick and Nova Scotia («Почтовые марки Нью-Брансуика и Новой Шотландии») |
| 1963 | У. Р. Д. Уиггинс                                                                                   | The Postage Stamps of Great Britain Part II («Почтовые марки Великобритании», часть II) |
| 1964 | Йозеф Шацкес                                                                                       | The Cancellations of Mexico 1856—74 («Почтовые гашения Мексики 1856—1874 годов») |
| 1965 | Хоакин Галвес Наранхо                                                                              | Los Primeros Sellos de Chile 1853 a 1867 («Первые почтовые марки Чили, 1853—1867») |
| 1966 | Соити Итида                                                                                        | The Cherry Blossom Issues of Japan 1872—1876 («„Выпуски сакуры“ Японии, 1872—1876») |
| 1967 | Всевенгерский союз филателистов (венг. Magyar Bélyeggyűjtők Országos Szövetsége — MABÉOSZ; МАБЕОС) | A magyar bélyegek monográfiája: Vols I, II and V («Монография о венгерских почтовых марках», тома I, II и V) |
| 1968 | Медаль не присуждалась.                                                                            | |
| 1969 | Международное общество коллекционеров Гватемалы (International Society of Guatemala Collectors)    | Guatemala Volume I Postal History and Stamps to Mid 1902 («Гватемала», том I: «История почты и почтовые марки до середины 1902 года») |
| 1970 | Медаль не присуждалась.                                                                            | |
| 1971 | Медаль не присуждалась.                                                                            | |
| 1972 | Джордж Харджест                                                                                    | History of Letter Post Communication between the United States and Europe, 1845—1875 («История пересылки письменной корреспонденции между США и Европой, 1845—1875») |
| 1973 | Раймон Салль                                                                                       | Encyclopaedie de la Poste Maritime Française Historique et Catalogue (Vols I—VIII) («Энциклопедия французской исторической морской почты и каталог», тома I—VIII) |
| 1974 | Робсон Лоу                                                                                         | Encyclopaedia of British Empire Postage Stamps (Volume V) («Энциклопедия почтовых марок Британской империи», том V) |
| 1975 | Г. К. ван Бален Бланкен и Берт Бурман (Bert Buurman)                                               | The Netherlands — Plating of the 1852 5 cent and 10 cent values, 1968—1977 («Нидерланды — платинг почтовых марок 1852 года номиналом в 5 и 10 центов»; несколько томов, 1968—1977) |
| 1976 | Арчибальд Баттен                                                                                   | The Orange Free State — its Postal Offices and their Markings 1868—1910 («Оранжевое Свободное Государство — его почтовые отделения и их пометки 1868—1910 годов») |
| 1977 | Медаль не присуждалась.                                                                            | |
| 1978 | Артур Рональд Батлер                                                                               | The Departmental Stamps of South Australia («Ведомственные марки Южной Австралии») |
| 1979 | Эрьян Люнинг                                                                                       | Luftpostens historia i Norden — The history of airmail in Scandinavia («История авиапочты в Скандинавии») |
| 1980 | Гарольд Фишер                                                                                      | The Plating of the Penny (Volumes I—IV) («Платинг „Чёрного пенни“»: тома I—IV) |
| 1981 | Маркус Сэмюэль и Алан Хаггинс                                                                      | Specimen Stamps and Stationery of Great Britain («Образцы почтовых марок и цельные вещи Великобритании») |
| 1982 | Сигурд Рингстрём и Генри Теслер                                                                    | The Private Ship Letter Stamps of the World (Parts I and II) («Почтовые штемпели частной корабельной почты мира», части I и II) |
| 1983 | Антон Йергер                                                                                       | Handbooks on Austrian Lombardy-Venetia («Справочники по австрийской Ломбардии-Венеции») |
| 1984 | Армандо Марио Виейра                                                                               | Classicos de Relevo de Portugal («Классические тиснённые выпуски Португалии») |
| 1985 | Паоло Фольмейер                                                                                    | Storia Postale del Regno di Sardegna dalle Origini all’Introduzione del Francobollo («История почты Сардинского королевства с начала и до появления почтовой марки») |
| 1986 | Карлрихард Брюль                                                                                   | Geschichte der Philatelie: Volumes I and II («История филателии», тома I и II) |
| 1987 | Медаль не присуждалась.                                                                            | |
| 1988 | Гэри Райан                                                                                         | The Cancellations of Hungarian Post Offices on the First Issue of Hungary 1867—1871 («Гашения венгерских почтовых отделений на первом выпуске Венгрии 1867—1871 годов») |
| 1989 | Адольф Кеппель и Реймонд Маннерс (Raymond D. Manners)                                              | The Court Fee and Revenue Stamps of the Princely States of India (Volumes I and II) («Судебные и фискальные марки туземных княжеств Индии», тома I и II)) |
| 1990 | Нино Акила                                                                                         | I Francobolli Degli Ultimi Re («Почтовые марки последнего королевства») |
| 1991 | Питер Ибботсон                                                                                     | The Postal History and Stamps of Mauritius («История почты и почтовые марки Маврикия») |
| 1992 | Дж. Майкл (J. Michael) и П. Джейн Мубрей                                                           | British Letter Mail to Overseas Destinations 1840—1875 («Британская почтовая служба доставки писем в пункты назначения за границей, 1840—1875») |
| 1993 | Джек Инс (Jack F. Ince) и С. Джон Захер (S. John Sacher)                                           | The Postal Services of the British Nigeria Region («Почтовая связь региона Британской Нигерии») |
| 1994 | Джеймс ван дер Линден (James van der Linden)                                                       | Catalogue des Marques de Passage («Каталог транзитных штемпелей») |
| 1995 | Х. Э. Уокер (H. E. Walker) и Дж. Х. Коулз (J. H. Coles)                                            | Postal Cancellations of the Ottoman Empire: Parts 1 to 4 («Почтовые гашения Османской империи», части 1—4) |
| 1996 | Паоло Фольмейер и Витторио Манчини                                                                 | Storia Postale del Regno di Napoli dalle Origini all’Introdzione del Francobollo («История почты Неаполитанского королевства с начала и до появления почтовой марки») |
| 1997 | Медаль не присуждалась.                                                                            | |
| 1998 | Питер Фернбанк                                                                                     | King George V Key Plates of the Imperium Postage and Revenue Design («Почтовые и фискальные марки колониального типа с изображением Георга V») |
| 1999 | Хью Фельдман (Hugh V. Feldman)                                                                     | Letter Receivers of London 1652—1857: A History of their Offices and Handstamps within the General, Penny and Twopenny Posts («Получатели писем в Лондоне в 1652—1857 годах: история их [почтовых] отделений и ручных штемпелей в рамках Главного почтового управления, пенни-почты и двухпенсовой почты»)         |
| 2000 | Питер А. С. Смит (Peter A. S. Smith)                                                               | Egypt — Stamps and Postal History — A Philatelic Treatise («Египет — почтовые марки и история почты: филателистический труд») |
| 2001 | Клайв Акерман и Гэвин Фрайер (Gavin H. Fryer)                                                      | The Reform of the Post Office in the Victorian Era and Its Impact on Economic and Social Activity («Реформа Почтового управления в Викторианскую эпоху и её воздействие на общественно-экономическое развитие») |
| 2002 | Ульрих Ферхенбауэр (Ulrich Ferchenbauer)                                                           | Österreich 1850—1918 («Австрия, 1850—1918») |
| 2003 | Ф. Геймбухлер (F. Heimbuchler)                                                                     | Rumanien/Romania: Furstentum Walachei 1820—1862, Vereinige Füstentümer 1862—1872 («Румыния: Княжество Валахия, 1820—1862; Объединённое княжество, 1862—1872»); окончание работы автора: Romania: The Bull’s Heads of Moldavia, 1852—1862 («Румыния: „Бычьи головы“ Молдавии»)                                      |
| 2004 | Клод Дельбек (Claude J. P. Delbeke)                                                                | Nederlandse Scheepspost, II, Nederland en det Westen 1600—1900 («Нидерландская корабельная почта», том II: «Нидерланды и Запад, 1600—1900»); окончание работы автора: Nederlandse Scheepspost, I, Nederland — Oost-Indie 1600—1900 («Нидерландская корабельная почта», том I: «Нидерланды — Ост-Индия, 1600—1900») |
| 2005 | Роберт Оденвеллер                                                                                  | The Stamps and Postal History of Nineteenth Century Samoa («Почтовые марки и история почты Самоа XIX века») |
| 2006 | Брайан Кирсли                                                                                      | Discovering Seahorses — King George V High Values («Открытие „морских коней“ — марок короля Георга V высоких номиналов») |
| 2007 | Медаль не присуждалась.                                                                            | |
| 2008 | Дэвид Стоттер                                                                                      | The British Post Office Service in Morocco 1907—57 («Британская почта в Марокко, 1907—1957») |
| 2009 | Эрик Йендалл                                                                                       | King George VI Large Key Type Revenue and Postage High Value Stamps 1937—1953 («Фискальные и почтовые марки высоких номиналов короля Георга VI колониального типа, 1937—1953») |
| 2010 | Мишель Шове (Michèle Chauvet)                                                                      | Introduction à l’Histoire Postale (de France) («Введение в историю почты (Франции)») |
| 2011 | Роберт Оденвеллер (Robert P. Odenweller)                                                           | The Postage Stamps of New Zealand 1855—1873: The Chalon Head Issues («Почтовые марки Новой Зеландии 1855—1873: выпуски „голов Шалона“») |
| 2012 | Дэвид Тетт (David Tett)                                                                            | A Postal History of the Prisoners of War and Civilian Internees in East Asia During the Second World War: Volumes 1 to 5 («История почты военнопленных и гражданских интернированных лиц в Восточной Азии во время Второй мировой войны», тома 1—5)                                                                |
| 2013 | Кес Адема                                                                                          | Netherlands Mail in Times of Turmoil: Volumes 1, 2 and 3 («Почта Нидерландов в кризисные времена: тома 1, 2 и 3») |
| 2014 | Петер ван дер Молен (Peter van der Molen)                                                          | Swaziland Philately to 1968 («Филателия Свазиленда до 1968 года») |
| 2015 | Кеннет Скаддер (Kenneth Scudder)                                                                   | Queensland Postage Stamps 1879—1912 («Почтовые марки Квинсленда, 1879—1912») |
| 2016 | Стивен Уолске и Ричард Фраджола (Richard Frajola)                                                  | Mails of the Westward Expansion, 1803—1861 («Почтовая связь времён экспансии на запад, 1803—1861») |
| 2017 | Джеймс Бендон                                                                                      | U.P.U. Specimen Stamps 1878—1961 («Образцы ВПС 1878—1961») |
| 2018 | Хью В. Фельдман (Hugh V. Feldman)                                                                  | United States Railroad Mail Routes and Contracts 1832—1875 («Маршруты и договоры железнодорожной перевозки почты в США 1832—1875») |
| 2019 | Алан Дрюс (Alan Druce)                                                                             | Perkins Bacon Great Britain Line-engraved Postage Stamp Printing 1840—1846 («Глубокая печать почтовых марок в типографии „Перкинс Бэкон“ в Великобритании 1840—1846») |
| 2020 | Джеймс П. Гаф (James P. Gough)                                                                     | The Postal History of the Universal Postal Union: The Postal Card (Worldwide) 1869—1974 («История почты Всемирного почтового союза: почтовая карточка (весь мир) 1869—1974») |
| 2021 | Джеймс Гримвуд-Тейлор (James Grimwood-Taylor)                                                      | International Postal Reforms («Международные почтовые реформы») |
| 2022 | Гильермо Ф. Гальегос и Джозеф Д. Хан (Guillermo F. Gallegos и Joseph D. Hahn)                      | The 19th century issues of El Salvador, 1867-1900 («Выпуски Сальвадора в XIX веке, 1867-1900 гг.») |
| 2023 | Ларс Энгельбрехт                                                                                   | Postal Stationery of Denmark («Почтовые марки Дании: двухцветный выпуск 1871-1905 гг.») |
| 2024 | Луис и Эдуардо Баррейрос (Luis and Eduardo Barreiros )                                             | Португальская Индия: история почты и первые выпуски от «коренных жителей» до 1900 г. («Выпуски Сальвадора в XIX веке, 1867-1900 гг.») |